# Kap York-meteoriterna

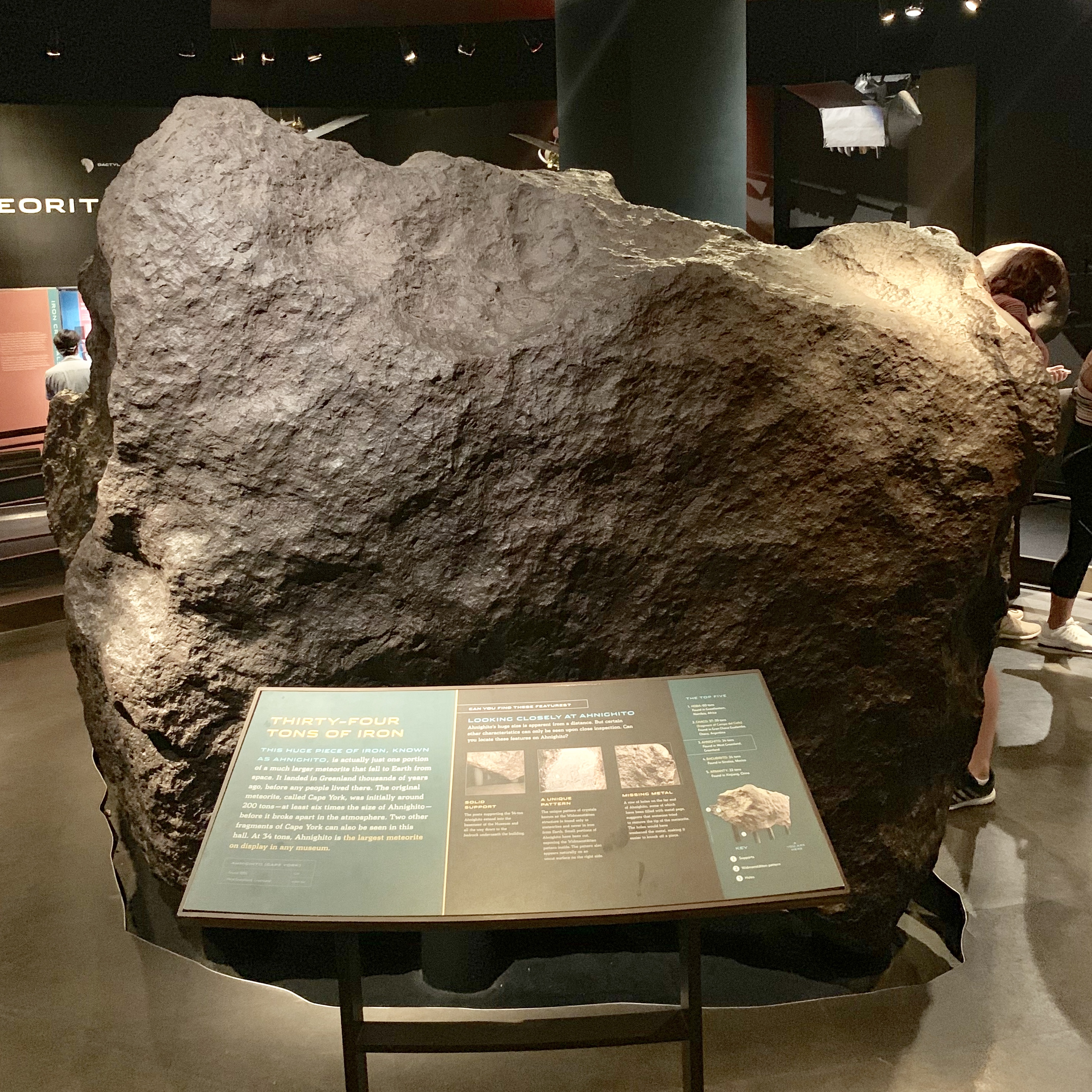
Ahnighito på American Museum of Natural History.

Kap York-meteoriterna är uppkallade efter fyndorten Kap York i kommunen Qaasuitsup på Grönland och var en meteorid som fragmenterades i jordens atmosfär. Flera delar från denna, i form av meteoriter som sammanlagt väger 58 ton, har blivit funna  över ett elliptiskt område på 15×100 km. Områdets form och fördelningen av fynden tyder på en bana från nordväst till sydost. Nerslaget anses ha ägt rum för minst 1000 år sedan.

## Historia

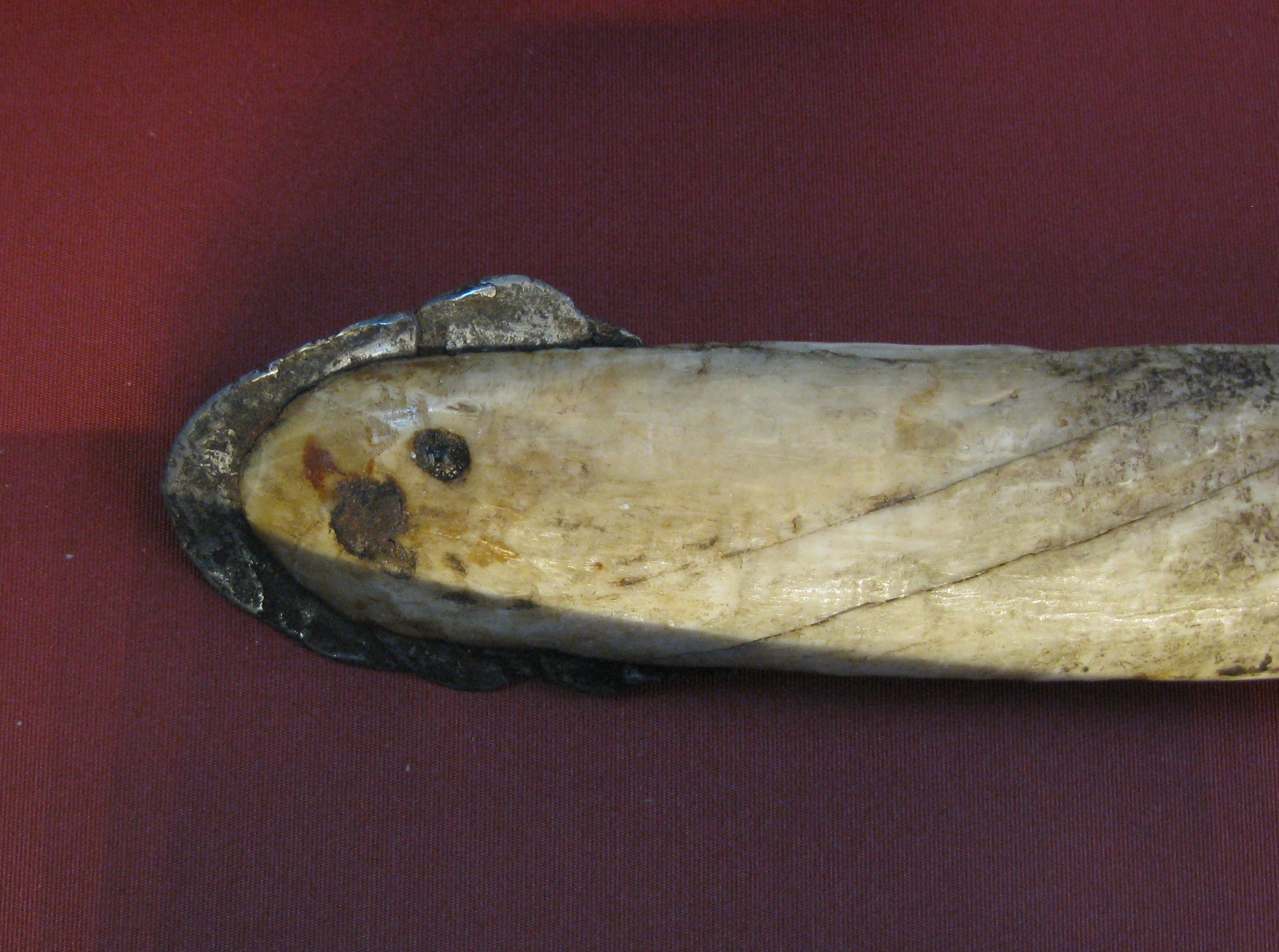
Harpun gjord av en narvalbete med järnspets av Kap York-meteoritjärn. Natural History Museum, London.

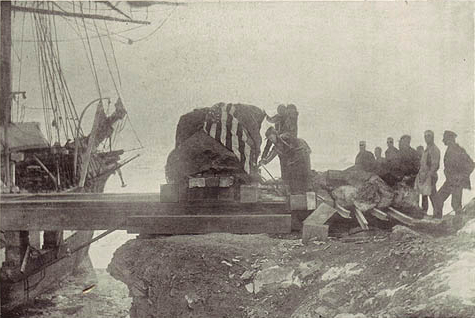
Ahnighito lastas ombord på Pearys fartyg, The Hope 1897.

Tre av meteoriterna var kända av inuiterna och går nu under namnen Ahnighito eller Tent ("tältet", 31 ton), Woman ("kvinnan", 3 ton) och Dog ("hunden", 400 kg). Under århundraden hade inuiterna som bodde i närheten använt dem för tillverkning av verktyg och harpuner och Dog är egentligen en del av Woman som brutits loss.
De första historierna om meteoriternas existens nådde de vetenskapliga kretsarna genom John Ross, som 1818 upptäckte att inuiterna hade järnredskap. Fem expeditioner mellan 1818 och 1883 misslyckades med att hitta källan till järnet. Slutligen lokaliserade den berömde upptäcktsresanden Robert E. Peary dem 1894 genom att anlita en lokal guide som förde dem till ön Saviksoah 50 km öster om Cape York. Det tog Peary tre år att få meteoriterna lastade på fartyg och det innebar byggandet av Grönlands första, enda och korta järnväg. Efter att ha tagit meteoriterna från inuiterna, utan att ge något i utbyte, förde han dem till New York och sålde dem för 40 000 dollar till American Museum of Natural History, där de fortfarande finns att beskåda. Den 3.4×2.1×1.7 meter stora Ahnighito är utställd i Arthur Ross Hall. Denna, som också kallas The Cape York Meteorite och som är den tyngsta meteorit som någonsin bärgats, krävde att man byggde stöd som nådde ner till berggrunden under museet.
1913 berättade en inuit vid namn Qitlogtoq att han kände till en fjärde stor meteorit för danskarna Knud Rasmussen och Peter Freuchen. Denna fick namnet Savik och fördes till Köpenhamn 1925 och kan idag beskådas på Geologisk Museums gård. En femte meteorit, Thule (49 kg), hittades 1955 av amerikanska glaciologer och även denna fördes till Geologisk Museum. En sjätte Savik II hittades av fångstmannen Augo Suerssaq 1961.
1963 hittade Vagn Fabritius Buchwald Mannen på Agpalilikhalvön, efter vilken den numera kallas Agpalilik. Denna meteorit, som ursprungligen vägde 20,1 ton, finns utställd mitt på Geologisk Museums gård. Tunorput (250 kg) hittades av Jeremias Petersen 1984, en jägare från Savigsivik, och är den första meteoriten någonsin som hittats i havet.
Genom att analysera sammansättningen kunde Buchwald också konstatera att en meteorit – ett 1,66 kilo tungt fragment som kallas Akpohon – som hittats över 600 kilometer från de övriga vid en bosättning i Kanada, på Knud-halvön på Ellesmereöns östkust (och där erhållits från en lokal inuit 1914 av W.E. Ekblaw), dit det hade transporterats, hörde till Kap York-meteoriterna. Av metallurgiska grunder anses också Northumberland (292 g) som 1928 erhållits från en inuit av Knud Rasmussen 250 km nordväst om Kap York på Kiatak (Northumberland Ø) tillhöra Kap York-meteoritfragmenten. MET5213 (942 g - 76°08'N 64°56'V)  är ytterligare ett fragment av Kap York.

## Exemplar

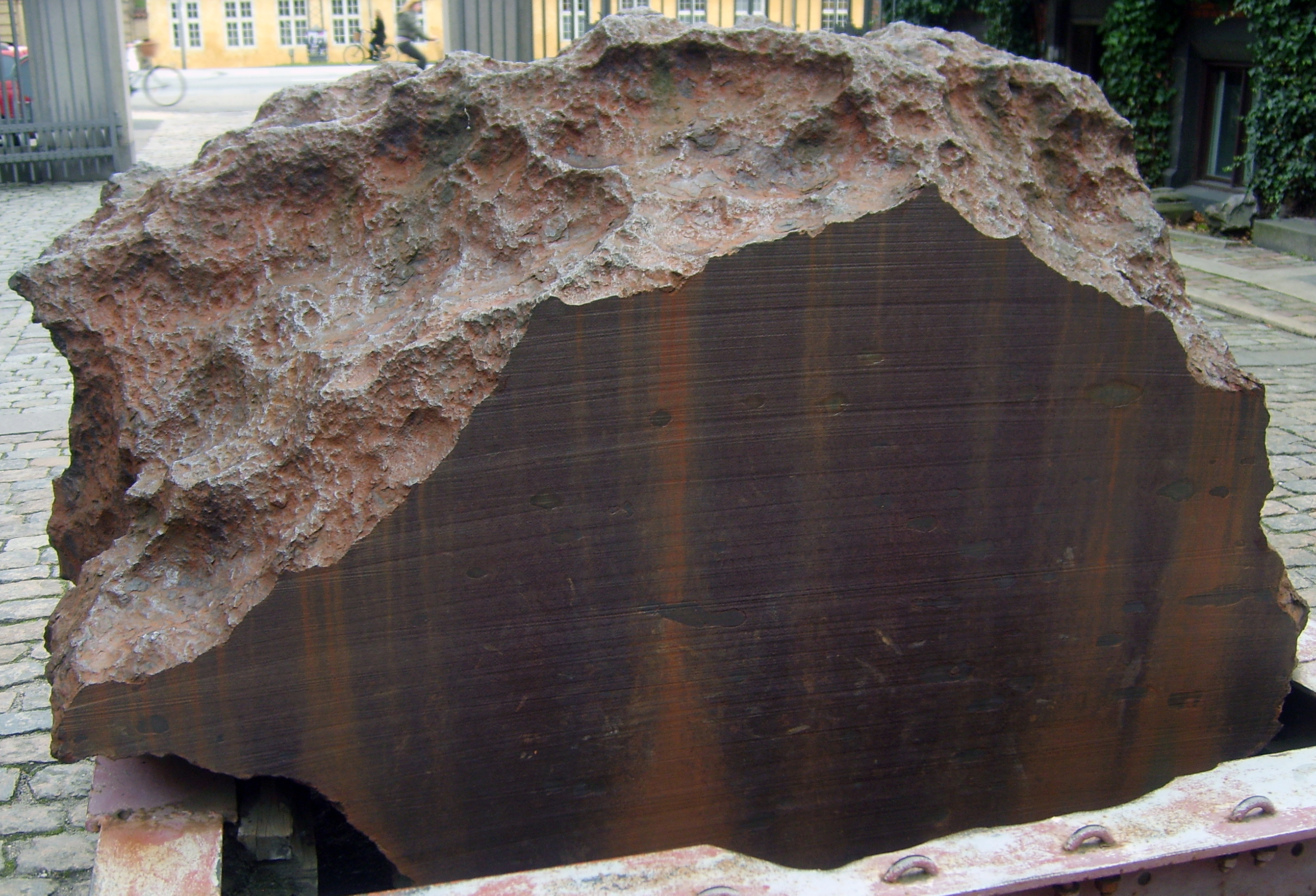
Agpallilik på Geologisk Museums gård. Den plana ytan uppkom när man sågade av en bit som bland annat blev en skiva som är utställd inne på museet.

De mest betydande fragmenten av Kap York har egna namn och listas nedan efter upptäcktsår.
1. Woman, 3000 kg,[11] 27 maj 1894[12], Saveruluk, 76°09′N 64°56′V / 76.150°N 64.933°V (AMNH)
2. Ahnighito, 30 900 kg,[11] 1894[13], Meteorite Island, 76°04′N 64°58′V / 76.067°N 64.967°V (AMNH)
3. Dog, 400 kg, 1895,[14] Saveruluk, 76°09′N 64°56′V / 76.150°N 64.933°V (AMNH)
4. Savik I, 3 400 kg,[11] 1913, Savequarfik, 76°08′N 64°36′V / 76.133°N 64.600°V (Geol. Mus.)
5. Thule, 48.6 kg, 1955, Thule, 76°32′N 67°33′V / 76.533°N 67.550°V[15] (Qaanaaq museum)
6. Savik II, 7.8 kg, 1961, Savequarfik, 76°08′N 64°36′V / 76.133°N 64.600°V
7. Agpalilik, 20 100 kg, 1963, Agpalilik, 76°09′N 65°10′V / 76.150°N 65.167°V[11] (Geol. Mus.)
8. Tunorput, 250 kg, 1984

## Sammansättning och klassificering

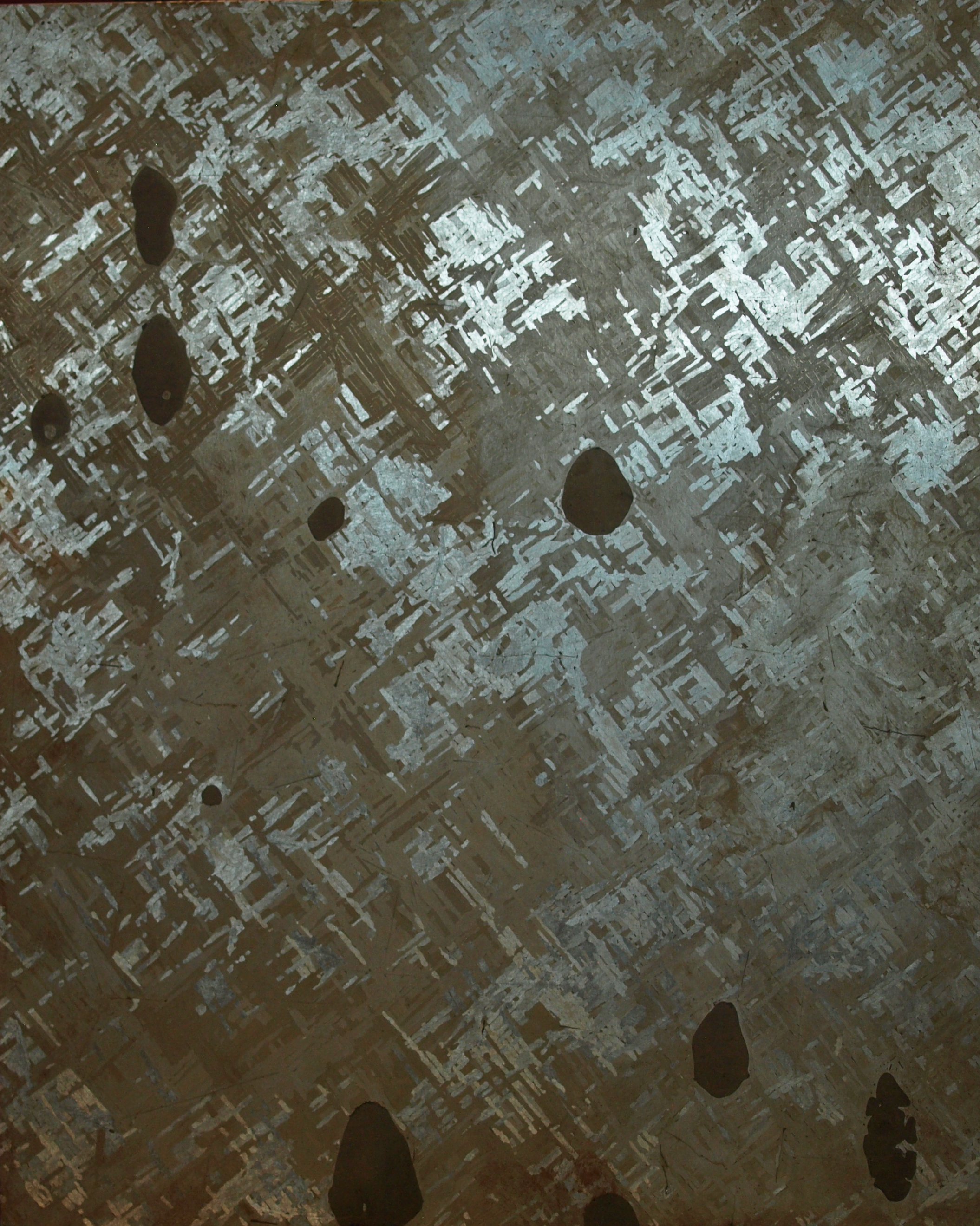
Widmanstättenstruktur och troiloitnoduler.

De är medel-oktahedritiska järnmeteoriter av den kemiska typen III AB och innehåller 8% nickel och 0,5% kobolt. Troiloit-noduler förekommer rikligt och de innehåller inneslutningar av kromiter, sulfider, fosfater, kvarts och koppar. Det sällsynta nitridmineralet carlsbergit (CrN) förekommer i metallfasens matrix. Grafit har ej konstaterats och kväveisotoperna visar ett överskott av 14N.